# Partido Nacionalsocialista Obrero Alemán (Checoslovaquia)
El Partido Nacionalsocialista Obrero Alemán (en alemán: Deutsche Nationalsozialistische Arbeiterpartei, DNSAP, en checo: Německá národně socialistická strana dělnická) fue un partido protofascista de etnia alemana en Checoslovaquia, sucesor del Partido Obrero Alemán (DAP) de Austria-Hungría. Fue fundado en noviembre de 1919 en Duchcov. Los activistas más importantes del partido fueron Hans Knirsch, Hans Krebs, Adam Fahrner, Rudolf Jung y Josef Patzel. En mayo de 1932 tenía 1,024 agrupaciones locales con 61,000 miembros.
A diferencia del sucesivo partido hermano en Austria, que solo jugó un papel marginal en la política austriaca, la rama checoslovaca pudo atraer un número considerable de votos debido a la gran minoría alemana de los Sudetes en Checoslovaquia. En las elecciones, trabajó junto con el Deutsche Nationalpartei (DNP). El partido defendía la autonomía cultural, territorial y el anticlericalismo. También mostró tendencias antisemitas. Organizó una milicia fascista llamada Volkssport. En octubre de 1933 fue prohibido por el gobierno checoslovaco por sus actividades antiestatales. Se disolvió oficialmente el 11 de noviembre de 1933. Posterior a su disolución, fue sucedido por el Partido Alemán de los Sudetes.